# Klimentovo
Klimentovo (Bulgaars: Климентово) is een dorp in Bulgarije. Het dorp is gelegen in de gemeente Polski Trambesj, oblast Veliko Tarnovo. Het dorp ligt hemelsbreed 31 kilometer ten noorden van Veliko Tarnovo en 199 kilometer ten noordoosten van Sofia.

## Bevolking
Op 31 december 2020 telde het dorp Klimentovo 630 inwoners. Het aantal inwoners vertoont al vele jaren een dalende trend: in 1956 had het dorp nog 1.841 inwoners. 
|  |

In het dorp wonen voornamelijk etnische Bulgaren. In de optionele volkstelling van 2011 identificeerden 726 van de 738 ondervraagden zichzelf als etnische Bulgaren, oftewel 98,4%.
| Etnische samenstelling van de respondenten (2011) | Etnische samenstelling van de respondenten (2011) | Etnische samenstelling van de respondenten (2011) | Etnische samenstelling van de respondenten (2011) | Etnische samenstelling van de respondenten (2011) |
| ------------------------------------------------- | ------------------------------------------------- | ------------------------------------------------- | ------------------------------------------------- | ------------------------------------------------- |
|                                                   |                                                   |                                                   |                                                   |                                                   |
| Bulgaren                                          | Bulgaren                                          |                                                   | 98,4%                                             | 98,4%                                             |
| Turken                                            | Turken                                            |                                                   | 0,0%                                              | 0,0%                                              |
| Roma                                              | Roma                                              |                                                   | 0,0%                                              | 0,0%                                              |
| Anders/Onbekend                                   | Anders/Onbekend                                   |                                                   | 1,6%                                              | 1,6%                                              |